# فقط چشم‌هاتو ببند
فقط چشم‌هاتو ببند فیلمی به کارگردانی و نویسندگی علیرضا امینی ساختهٔ سال ۱۳۸۵ است.

## بازیگران
- مینا احمدوند
- محمود محکمی
- حمیدرضا هدایتی
- بیتا سحرخیز
- هاله گرجی
- سعید روحانی
- امیرحسین رستمی
- پانته آ اصلانی
- میترا ضیایی کیا